# Milizmedaille

Bandschnalle der Milizmedaille

Die Milizmedaille ist eine militärische Auszeichnung der Republik Österreich. Sie dient zur Würdigung von Leistungen von Wehrpflichtigen des Milizstandes.

## Geschichte
Die Milizmedaille wurde im Jahr 2006 durch das Bundesministerium für Landesverteidigung eingeführt.

## Verleihungskriterien
Die Milizmedaille kann an Personen verliehen werden anlässlich der dauernden Beendigung einer Funktion in der Einsatzorganisation des Bundesheeres oder für mehr als 30 Tage oder 240 Stunden unentgeltliche Arbeit für das Bundesheer als Milizsoldat.

## Aussehen
Die Medaille hat einen Durchmesser von 40 mm. Die Erinnerungsmedaille in Bronze patiniert. Auf der Vorderseite steht in der Mitte die Aufschrift „DER MILIZ“. Unten befindet sich das Hoheitszeichen bzw. die Kokarde des Bundesheeres mit rechts und links Eichenlaub. Die Rückseite zeigt den Bundesadler mit der Umschrift „BUNDESMINSTERIUM FÜR LANDESVERTEIDIGUNG“. Wie in Österreich üblich wird die Auszeichnung am Dreiecksband an der linken Brustseite getragen. Das Dreiecksband und die Bandschnalle ist grün und hat beiderseits weiße Randstreifen.